# کات‌واوده
کات‌واوده (به هلندی: Katwoude) یک منطقهٔ مسکونی در هلند است که در واترلاند واقع شده‌است.